# Zorgey Ritoma
Zorgey Ritoma est un village situé dans la préfecture autonome tibétaine de Gannan, province de Gansu en Chine. 
La population d'environ 1 500 habitants est ethniquement tibétaine. La plupart des habitants élèvent du bétail pour gagner leur vie. Le village possède 10 000 yacks et 25 000 moutons. 
Une partie croissante de la population est maintenant employée dans l'industrie textile avec la société Norlha,. La société Norlha a démarré en 2007, elle est dirigée par Kimberly Sciaky Yeshi.
Dans la région se trouve le monastère de Labrang.